# Recilia heuksandoensis
Recilia heuksandoensis är en insektsart som beskrevs av Kae Kyoung Kwon och Lee 1979. Recilia heuksandoensis ingår i släktet Recilia och familjen dvärgstritar. Inga underarter finns listade i Catalogue of Life.